# Castellana Grotte
Castellana Grotte (en barese: Casteddóne) es una localidad italiana de la provincia de Bari, región de Apulia, con 19.435 habitantes.

## Evolución demográfica
| Gráfica de evolución demográfica de Castellana Grotte entre 1861 y 2001 |
|                                                                         |
| Fuente ISTAT - elaboración gráfica de Wikipedia                         |